# Grapsus
Grapsus es un género de crustáceos decápodos del infraorden Brachyura.

## Especies
Contiene las siguientes especies:
- Grapsus albolineatus Latreille in Milbert, 1812
- Grapsus adscensionis (Osbeck, 1765)
- Grapsus fourmanoiri Crosnier, 1965
- Grapsus grapsus (Linnaeus, 1758)
- Grapsus granulosus H. Milne-Edwards, 1853
- Grapsus intermedius De Man, 1888
- Grapsus longitarsus Dana, 1851
- Grapsus tenuicrustatus (Herbst, 1783)